# Peruanische Botschaft in Berlin

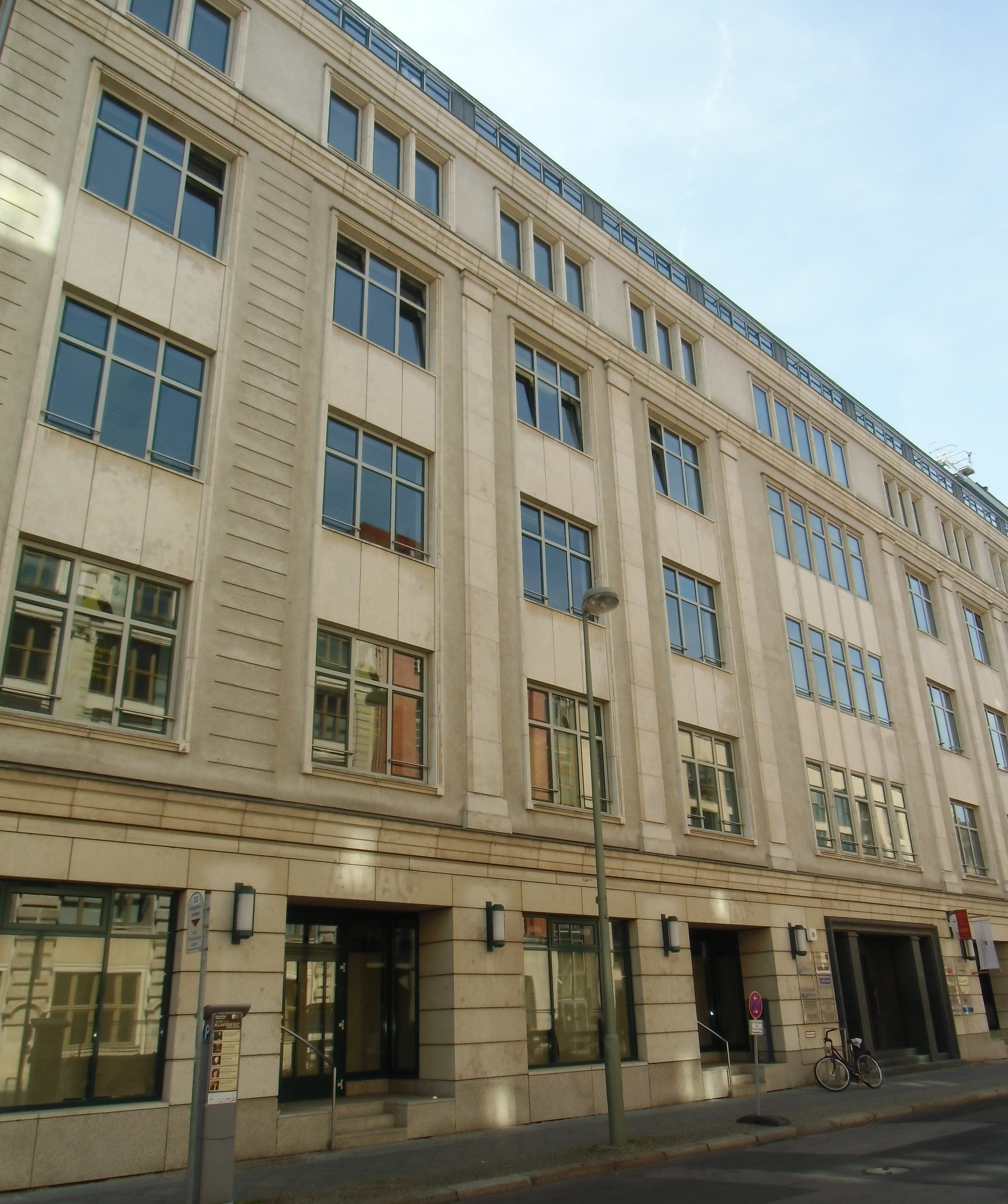
Gebäude Taubenstraße 20

Die peruanische Botschaft in Berlin ist die diplomatische Vertretung der Republik Peru in Deutschland. Sie hat ihren Sitz in der Taubenstraße 20 im Ortsteil Mitte des gleichnamigen Bezirks.
Botschafter ist seit dem 8. Februar 2023 Augusto David Teodoro Arzubiaga Scheuch.
Peru unterhält Generalkonsulate in  Hamburg, München und Offenbach sowie Honorarkonsulate in Bremen, Hannover und Leipzig.

## Geschichte der diplomatischen Beziehungen
Am 28. Juni 1951 nahmen Peru und die Bundesrepublik Deutschland diplomatische Beziehungen auf. Die Botschaft hatte ihren Sitz in der Mozartstraße 34 in Bonn. Wegen des Umzugs von Bundestag und Regierung nach Berlin verlegte auch die Botschaft Perus ihren Sitz in die neue deutsche Hauptstadt, im November 2001 zunächst in die Mohrenstraße 42 in Berlin-Mitte. Jetzt (Stand: 2023) befindet sie sich dort in der Taubenstraße 20.
Seit dem 28. Dezember 1972 bestanden diplomatische Beziehungen zwischen Peru und der DDR. Sie endeten mit der deutschen Wiedervereinigung im Jahr 1990. Die peruanische Botschaft in Ost-Berlin hatte ihren Sitz in der Schadowstraße 6 im Stadtbezirk Mitte.

## Botschafter (seit 2011)
- 2011, 10. März: Julio Ernesto Munoz Deacon[7]
- 2012, 13. April: José Antonio Meier Espinosa[8]
- 2017, 9. März: Elmer José Germán Gonzalo Schialer Salcedo[9]
- 2023, 8. Februar: Augusto David Teodoro Arzubiaga Scheuch[10]

## Gebäude
Das denkmalgeschützte Gebäude des ehemaligen Bankhauses Hardy  & Co. wurde um 1905 erbaut sowie 1924 und um 1950 umgebaut. In der DDR war es Sitz der Akademie für Gesellschaftswissenschaften beim ZK der SED (bis 1991: Johannes-Dieckmann-Straße). Es steht unter Denkmalschutz.

## Sonstiges
Die Botschaft gibt für ihre Bürger und andere Interessierte eine monatliche Informationsschrift Quipu Virtual in spanischer Sprache heraus, die über kulturelle, wirtschaftliche, politische und andere Schwerpunkte aus und in Peru berichtet.